# الجامعة الوطنية للعلوم والتكنولوجيا
الجامعة الوطنية للعلوم والتكنولوجيا هي جامعة أهلية تقع في مدينة الناصرية في العراق.
وهي جامعة أهلية تقع في محافظة ذي قار، إجازة تأسيس استنادا إلى أحكام المادة (5) البند أولا من قانون الجامعات والكليات الأهلية رقم (13) لسنة 1996 المعدل وبموجب كتاب الأمانة العامة لمجلس الوزراء المرقم (ز.ش.ز /10/1/8/ 14930) في 5/5/2014 وبناء على ذلك فقد منحت وزارة التعليم العالي إجازة تأسيس بموجب الأمر الوزاري المرقم (ت.هـ.أ /3630) في 30/11/2015 وتضم الجامعة الكليات التالية: كلية طب الأسنان كلية الصيدلة كلية التمريض تسهم الجامعة الوطنية في إحداث التطور الكمي والنوعي في الحركة العلمية والثقافية والتربوية والبحث العلمي كما تعمل الجامعة الوطنية على إيجاد توأمة مع الجامعات العالمية خارج العراق  ومن خلال حرص الجامعة على التطور ترتئي فتح كليات واقسام علمية أخرى وبحسب حاجة المجتمع والبلد متمثلةً بكلية الهندسة باقسام النفط والمدني والمعماري كما تامل الجامعة مسايرة التطورات العلمية في الجامعات الرصينة الأخرى بفتح اقسام متقدمة متمثلة باقسام الاجهزة الطبية وهندسة الطيران كما تضم الجامعة عدد من الخبرات التدريسية باعلى الدرجات العلمية والكفاءات المتقدمة.

## كليات الجامعة
تضم الجامعة 3 كليات:
- كلية الصيدلة[2]
- كلية طب الأسنان[3]
- كلية التمريض[4]
- الكلية التقنيه الصحيه
- الكليه التقنية الهندسيه
- كلية الادارة والاقتصاد
- كلية العلوم
- كلية التربيه